# Nagoyas universitet

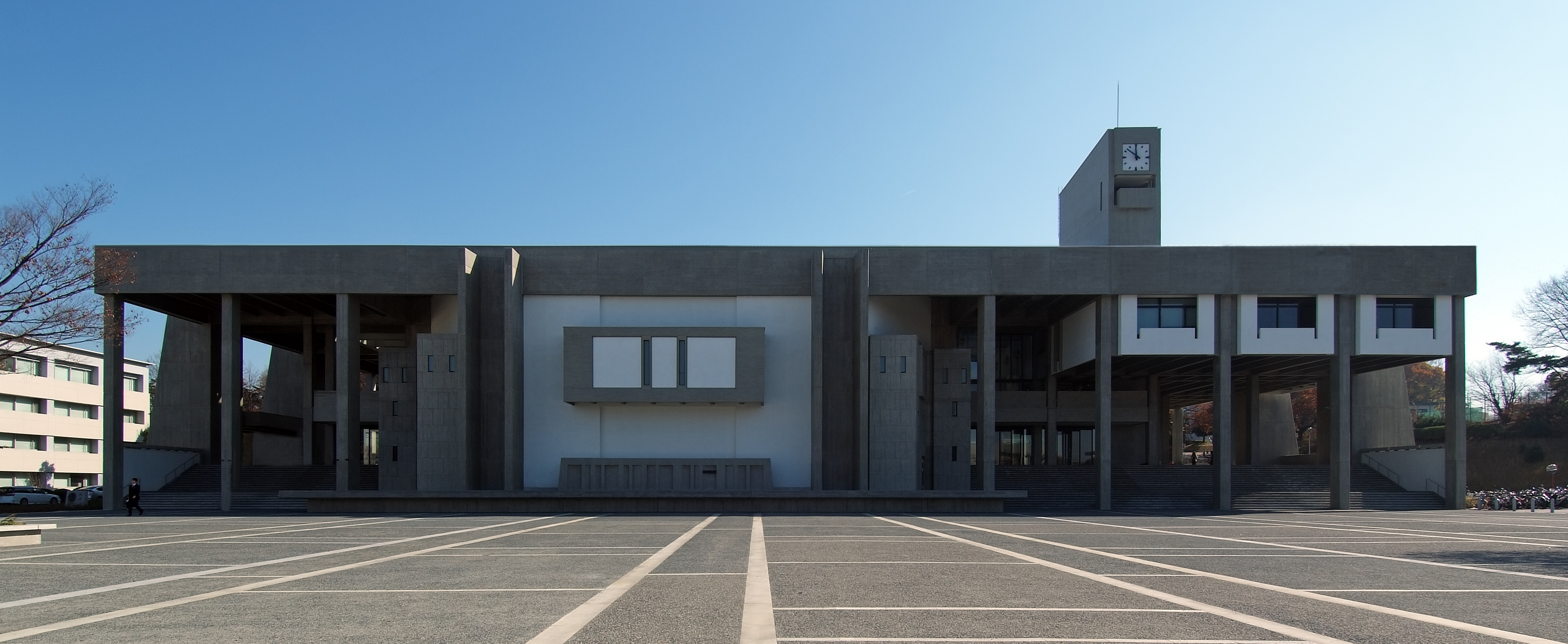
Toyoda Auditorium i Nagoyas universitet.

Nagoyas universitet (japanska: 名古屋大学?, Nagoya daigaku, förkortat Meidai) är ett statligt japanskt universitet, beläget i centrala Nagoya. Universitetet, som grundades 1939, har omkring 12 000 studenter.

## Nobelpriset
Sex studenter och lärare vid Nagoyas universitet har fått Nobelpriset.
- Hiroshi Amano, 2014 Fysik
- Isamu Akasaki, 2014 Fysik
- Makoto Kobayashi, 2008 Fysik
- Toshihide Maskawa, 2008 Fysik
- Osamu Shimomura, 2008 Kemi
- Ryoji Noyori, 2001 Kemi